# Evangelische Kirche (Dorndiel)

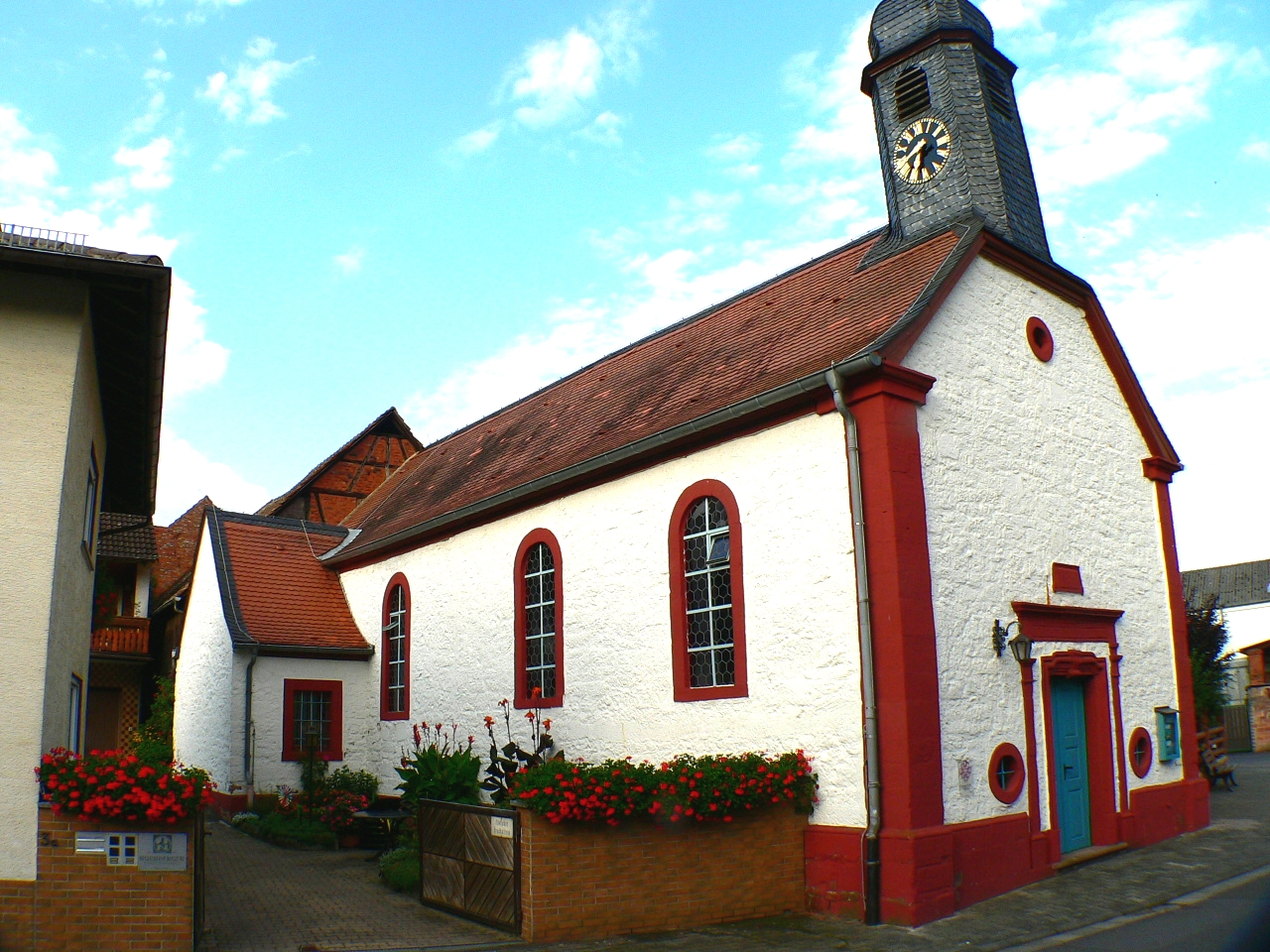
Evangelische Kirche (Dorndiel)

Die Evangelische Kirche Dorndiel ist ein denkmalgeschütztes Kirchengebäude, das in Dorndiel steht, einem Stadtteil der Stadt Groß-Umstadt im Landkreis Darmstadt-Dieburg in Hessen. Die Kirche gehört heute zur Kirchengemeinde Klein-Umstadt/Dorndiel im Evangelischen Dekanat Vorderer Odenwald in der Propstei Starkenburg der Evangelischen Kirche in Hessen und Nassau.

## Geschichte
Die 1792 errichtete ehemalige katholische Kapelle wurde, nachdem 1960 von der katholischen Kirche ein neues Kirchengebäude errichtet worden war, von der evangelischen Kirche weiterbenutzt. Das Kirchenschiff wurde 1924 um ein Drittel verlängert und eine Sakristei angebaut. In den 1960er Jahren wurde der Innenraum des Kulturdenkmals neu gestaltet.

## Beschreibung
Aus dem Satteldach des Kirchenschiffs erhebt sich im Süden über dem Krüppelwalm ein achteckiger, schiefergedeckter, mit einer bauchigen Haube bedeckter Dachreiter, der die Turmuhr und den Glockenstuhl beherbergt. 